# Joachim Löw
Joachim (Jogi) Löw (Schönau im Schwarzwald, 3 februari 1960) is een Duits voetbaltrainer. Hij volgde op 12 juli 2006 Jürgen Klinsmann op als bondscoach van het Duitse nationale elftal. Löw werd in januari 2015 verkozen tot FIFA Coach van het Jaar.
Löw had een actieve voetballoopbaan als speler bij onder meer SC Freiburg, VfB Stuttgart, Eintracht Frankfurt, Karlsruher SC, FC Schaffhausen, FC Winterthur en FC Frauenfeld. In 52 Bundesliga-wedstrijden kwam hij zeven keer tot scoren. Daarnaast speelde hij 252 wedstrijden in de 2. Bundesliga, waarin hij 81 doelpunten scoorde. Löw kwam vier keer in actie met het Duitse nationale team onder 21.
Als trainer was hij achtereenvolgens werkzaam voor FC Winterthur, FC Frauenfeld, VfB Stuttgart, Fenerbahçe SK, Karlsruher SC, Adanaspor, FC Tirol Innsbruck en FK Austria Wien. Daarna was Löw twee jaar assistent-trainer onder Klinsmann, en was van 2006 tot 2021 de bondscoach van het Duitse nationale voetbalelftal.

## Trainerschap
Zijn grootste successen als trainer waren het winnen van de DFB-Pokal in 1997 en het bereiken van de Europacup II in 1998, beide met VfB Stuttgart. In de Oostenrijkse competitie werd hij met FC Tirol Innsbruck kampioen in 2002.
Na het EK 2004 en het afscheid van Rudi Völler was Löw samen met Jürgen Klinsmann en Oliver Bierhoff verantwoordelijk voor het Duitse voetbalelftal en bereikte daarmee een derde plaats op het WK 2006. Op 12 juli 2006 werd Löw op een persconferentie van de Deutscher Fußball-Bund gepresenteerd als nieuwe trainer van het nationale team. Hij vond het een grote uitdaging om door te gaan op de weg die twee jaar geleden is ingeslagen: "Het is de enige manier om aan de wereldtop te blijven. Mijn doelstellingen zijn duidelijk: nieuwe jonge spelers laten doorbreken, een succesvol EK-kwalificatietoernooi afwerken en daarna de Europese titel in 2008 veroveren. Daar gaan en staan wij voor."
Zijn voorganger Klinsmann was verheugd met Löw als zijn opvolger: "Ik ben heel blij dat 'Jogi' deze opdracht overneemt", gaf de afgetreden teamchef aan. "Ik heb hem nooit als assistent gezien. Hij heeft wezenlijke onderdelen van de training geleid. Hij is mijn logische vervanger, de juiste kandidaat."
Aanvoerder Michael Ballack beaamde de woorden van Klinsmann: "Hij kent de ploeg, de spelers en de tactiek. Als geen ander kan hij voortbouwen op wat Klinsmann achterlaat."
In de toernooien die volgen heeft Löw als bondscoach veel succes, met als hoogtepunt winst op het Wereldkampioenschap 2014 in Brazilië. Op het EK 2008 verloor Duitsland de finale van Spanje, op het WK 2010 verloor men in de halve finale wederom van Spanje en op het EK 2012 was Italië in de halve finale te sterk. Bij het WK van 2014 begon Löw een matige start in de poulefase, weliswaar won Duitsland hun eerste wedstrijd met 4-0 van Portugal. Tegen Ghana werd echter gelijkspel gespeeld 2-2, door de laatste wedstrijd met 1-0 te winnen van de Verenigde Staten werden ze toch nog groepswinnaar in de poule-G. In de achtste finale lukte het ook om met 2-1 te winnen van Algerije, ook de kwartfinale werd gewonnen met 1-0 winst op Frankrijk.
Vervolgens kwam Duitsland tegenover het gastland Brazilië te staan, in de halve finale. Nog nooit had Löw het voor elkaar gekregen om deze ronde te winnen.
Het tegendeel bewees echter dat Brazilië niet opgewassen was tegen de monsterlijke zege van Duitsland, 1-7.
Eindelijk was het Joachim Löw gelukt de eindronde te halen met zijn ploeg, de tegenstander in de finale werd Argentinië.
Duitsland won daarbij met 1-0 en won het Wereldkampioenschap 2014. In 2017 won Löw de Confederations Cup met Duitsland door in de finale met 0-1 te winnen van Chili. In het jaar na de winst van de Confederations Cup werd Duitsland in de groepsfase uitgeschakeld op het WK in Rusland.

## Erelijst
Als trainer
 VfB Stuttgart
- DFB-Pokal: 1996/97

 Tirol Innsbruck
- Bundesliga: 2001/02

 Austria Wien
- ÖFB-Supercup: 2003

 Duitsland
- FIFA WK: 2014
- FIFA Confederations Cup: 2017

Individueel als trainer
- Bundesverdienstkreuz am Bande: 2010
- Silbernes Lorbeerblatt: 2010, 2014
- Fußballtrainer des Jahres: 2014
- FIFA Trainer van het Jaar: 2014
- IFFHS Nationaal Trainer van de Wereld: 2014, 2017
- Persönlichkeit des Jahres (voetbal): 2011, 2014
- Deutscher Medienpreis: 2014
- Sport Bild Award: 2015
- Legende des Sports: 2016
- Bambi: 2016 (categorie integratie)

1 Lehmann ·
2 Jansen ·
3 Friedrich ·
4 Fritz ·
5 Westermann ·
6 Rolfes ·
7 Schweinsteiger ·
8 Frings ·
9 Gómez ·
10 Neuville ·
11 Klose ·
12 Enke ·
13 Ballack  ·
14 Trochowski ·
15 Hitzlsperger ·
16 Lahm ·
17 Mertesacker ·
18 Borowski ·
19 Odonkor ·
20 Podolski ·
21 Metzelder ·
22 Kurányi ·
23 Adler ·
Coach: Löw
1 Neuer ·
2 Jansen ·
3 Friedrich ·
4 Aogo ·
5 Taşçı ·
6 Khedira ·
7 Schweinsteiger ·
8 Özil ·
9 Kießling ·
10 Podolski ·
11 Klose ·
12 Wiese ·
13 Müller ·
14 Badstuber ·
15 Trochowski ·
16 Lahm  ·
17 Mertesacker ·
18 Kroos ·
19 Cacau ·
20 Boateng ·
21 Marin ·
22 Butt ·
23 Gómez ·
Coach: Löw
1 Neuer ·
2 Gündoğan ·
3 Schmelzer ·
4 Höwedes ·
5 Hummels ·
6 Khedira ·
7 Schweinsteiger ·
8 Özil ·
9 Schürrle ·
10 Podolski ·
11 Klose ·
12 Wiese ·
13 Müller ·
14 Badstuber ·
15 Bender ·
16 Lahm  ·
17 Mertesacker ·
18 Kroos ·
19 Götze ·
20 Boateng ·
21 Reus ·
22 Zieler ·
23 Gómez ·
Coach: Löw
1 Neuer ·
2 Großkreutz ·
3 Ginter ·
4 Höwedes ·
5 Hummels ·
6 Khedira ·
7 Schweinsteiger ·
8 Özil ·
9 Schürrle ·
10 Podolski ·
11 Klose ·
12 Zieler ·
13 Müller ·
14 Draxler ·
15 Durm ·
16 Lahm  ·
17 Mertesacker ·
18 Kroos ·
19 Götze ·
20 Boateng ·
21 Mustafi ·
22 Weidenfeller ·
23 Kramer ·
Coach: Löw
1 Neuer ·
2 Mustafi ·
3 Hector ·
4 Höwedes ·
5 Hummels ·
6 Khedira ·
7 Schweinsteiger  ·
8 Özil ·
9 Schürrle ·
10 Podolski ·
11 Draxler ·
12 Leno ·
13 Müller ·
14 Emre Can ·
15 Weigl ·
16 Tah ·
17 Boateng ·
18 Kroos ·
19 Götze ·
20 Sané ·
21 Kimmich ·
22 Ter Stegen ·
23 Gómez ·
Coach: Löw
1 Trapp ·
2 Mustafi ·
3 Hector ·
4 Ginter ·
5 Plattenhardt ·
6 Henrichs ·
7 Draxler  ·
8 Goretzka ·
9 Wagner ·
10 Demirbay ·
11 Werner ·
12 Leno ·
13 Stindl ·
14 Emre Can ·
15 Younes ·
16 Rüdiger ·
17 Süle ·
18 Kimmich ·
20 Brandt ·
21 Rudy ·
22 Ter Stegen ·
Coach: Löw
1 Neuer  ·
2 Plattenhardt ·
3 Hector ·
4 Ginter ·
5 Hummels ·
6 Khedira ·
7 Draxler ·
8 Kroos ·
9 Werner ·
10 Özil ·
11 Reus ·
12 Trapp ·
13 Müller ·
14 Goretzka ·
15 Süle ·
16 Rüdiger ·
17 Boateng ·
18 Kimmich ·
19 Rudy ·
20 Brandt ·
21 Gündoğan ·
22 Ter Stegen ·
23 Gómez ·
Coach: Löw
1 Neuer  ·
2 Rüdiger ·
3 Halstenberg ·
4 Ginter ·
5 Hummels ·
6 Kimmich ·
7 Havertz ·
8 Kroos ·
9 Volland ·
10 Gnabry ·
11 Werner ·
12 Leno ·
13 Hofmann ·
14 Musiala ·
15 Süle ·
16 Klostermann ·
17 Neuhaus ·
18 Goretzka ·
19 Sané ·
20 Gosens ·
21 Gündoğan ·
22 Trapp ·
23 Can ·
24 Koch ·
25 Müller ·
26 Günter ·
Coach: Löw